# Crossroads
『crossroads』（クロスローズ）は、日本の音楽ユニット・fripSideが2017年10月4日にNBCユニバーサル・エンターテイメントジャパンから発売した3枚目のコンピレーションアルバム。

## 内容
前作『infinite synthesis 3』から約1年ぶり、結成15周年記念のスペシャルアルバムと冠された2枚組アルバム。2枚組アルバムとしての発売は第1期ベストアルバム『the very best of fripSide 2002-2006』以来11年ぶりとなる。タイトルは第1期と第2期のfripSideが交わる、過去・現在・未来の交差点という意味で付けられた。
DISC 1は、第1期の作品の中からファン投票によって選ばれた楽曲を、南條愛乃による歌唱で表現した全12曲入りのカバーアルバム。DISC 2は、シングル「clockwork planet」と、「The end of escape」のfripSide単独バージョンを含む全6曲入りのミニアルバムで構成されている。
初回限定盤Blu-ray版と初回限定盤DVD版、通常盤の3形態で発売され、各初回限定盤には今作のリード曲「Red ‘‘reduction division’’ -crossroads version-」のミュージック・ビデオとメイキング映像、今作のスポットCM映像、2017年2月26日に新潟県民会館・大ホールにて行われた『fripSide concert tour 2016-2017 -infinite synthesis 3- supported by animelo mix』のライブ映像を収録したBlu-rayとDVDが同梱されている。

## 収録曲

### DISC 1
1. sky -crossroads version- [5:23]
作詞：八木沼悟志、nao
作曲・編曲：八木沼悟志
第1期2ndアルバム『2nd fragment of fripSide』収録曲のセルフカバー。原曲同様、八木沼のコーラスが全面に押し出されている。
第2期のベストアルバム『the very best of fripSide 2009-2020』にも収録。
2. Red ‘‘reduction division’’ -crossroads version- [4:41]
作詞・作曲・編曲：八木沼悟志
第1期のベストアルバム『the very best of fripSide 2002-2006』収録曲のセルフカバーで、今作のリード曲。ミュージック・ビデオも制作され、俳優の志垣太郎が出演している。
3. hurting heart -crossroads version- [4:20]
作詞：八木沼悟志、山下慎一狼
作曲・編曲：八木沼悟志
第1期4thアルバム『binarydigit』収録曲のセルフカバーで、原曲と同じくa2cがギターで参加した楽曲である[3]。原曲を基調としながらも、ギターソロの展開は若干の違いがある。
4. an evening calm -crossroads version- [5:50]
作詞・作曲・編曲：八木沼悟志
第1期3rdアルバム『3rd reflection of fripSide』収録曲のセルフカバー。
第2期のベストアルバム『the very best of fripSide -moving ballads-』にも収録。
5. split tears -crossroads version- [6:20]
作詞：八木沼悟志、山下慎一狼
作曲：八木沼悟志
編曲：八木沼悟志、齋藤真也
第1期5thアルバム『split tears』収録曲のセルフカバー。
第2期のベストアルバム『the very best of fripSide -moving ballads-』にも収録。
6. the chaostic world -crossroads version- [5:06]
作詞：八木沼悟志、nao、山下慎一狼
作曲・編曲：八木沼悟志
第1期のベストアルバム『the very best of fripSide 2002-2006』収録曲のセルフカバー。原曲は透明感のあるアレンジを目指して制作されたが、今回のリアレンジではライブを意識した跳ねるアグレッシブな感じを目指して制作された。
7. prominence -crossroads version- [5:05]
作詞：八木沼悟志、山下慎一狼
作曲：八木沼悟志
編曲：齋藤真也
第1期4thアルバム『binarydigit』収録曲の別バージョン。今回のセルフカバーではとらのあなによる同人音楽CDソフト『SUMMER MIX Vol.1』に収録されている原曲からリアレンジされた。
8. distant moon -crossroads version- [4:51]
作詞・作曲：八木沼悟志
編曲：八木沼悟志、齋藤真也
第1期1stアルバム『first odyssey of fripSide』収録曲のセルフカバー。原曲を基調としながらも、アウトロは第1期3rdアルバム『3rd reflection of fripSide』に収録されているバージョンと同じく八木沼のコーラスが入っており、楽曲の終わりがフェードアウトではなくなっているなど若干の違いがある。
9. escape -crossroads version- [5:29]
作詞：Tatsuo Kimura、satsuki
作曲：Tatsuo Kimura
編曲：八木沼悟志
第1期5thアルバム『split tears』収録曲の別バージョンで、音楽ユニット・resetのカバー曲。1990年代感を意識して、フェードアウトにこだわって制作された。
10. before dawn daybreak -crossroads version- [4:13]
作詞：八木沼悟志、山下慎一狼
作曲・編曲：八木沼悟志
第1期5thアルバム『split tears』収録曲の2度目のセルフカバーで、『fripSide PC game compilation vol.2』収録曲の別バージョン。八木沼曰く「『fripSide PC game compilation vol.2』のバージョンのトラック・ダウンをやり直したかった」ため、改めて収録された。
11. snow blind -crossroads version- [4:59]
作詞：八木沼悟志、山下慎一狼
作曲：八木沼悟志、岡本拓三
編曲：川﨑海
第1期5thアルバム『split tears』収録曲の別バージョン。今回のセルフカバーではとらのあなによる同人音楽CDソフト『winter mix vol.4』に収録されている原曲からリアレンジされた。スケジュールの都合上、DISC1でこの楽曲のみ川﨑にリアレンジを依頼している。
第2期のベストアルバム『the very best of fripSide -moving ballads-』にも収録。
12. brave new world -crossroads version- [7:31]
作詞・作曲・編曲：八木沼悟志
ゲストボーカルにnao、KOTOKO、黒崎真音が参加している[4]。

### DISC 2
1. clockwork planet [4:47]
作詞・作曲・編曲：八木沼悟志
12thシングルの表題曲。
2. The end of escape -fripSide edition-  [5:22]
作詞・作曲・編曲：八木沼悟志
ストリングスアレンジ：KATSU
fripSide×angela名義によるコラボレーション楽曲のセルフカバーバージョン。
第2期のベストアルバム『the very best of fripSide 2009-2020』にも収録。
3. crossroads [6:14]
作詞：八木沼悟志
英作詞：黒川晋
作曲・編曲：八木沼悟志、齋藤真也
今作の表題曲。fripSideとして15年間活動してきて、八木沼自身が感じたことを歌詞にした楽曲[1]。　
いつもは作曲を先に進める、いわゆる曲先であるが、この楽曲は歌詞から先に進める詞先で製作された[注 1]。
第2期のベストアルバム『the very best of fripSide 2009-2020』にも収録。
4. a gleam of prologue [5:42]
作詞：KOTOKO
作曲：八木沼悟志
編曲：八木沼悟志、川﨑海
初めてKOTOKOに作詞を依頼して制作された楽曲。
5. pico scope -SACLA- [3:23]
作詞・作曲・編曲：八木沼悟志
8thシングルのカップリング曲。
6. only me and the moon [5:25]
作詞：南條愛乃
作曲・編曲：齋藤真也
この楽曲を最後に持ってきた理由について八木沼は、「この先の活動もあるのでそれを予見できるような締めにしたかった」と語っている[1]。
第2期のベストアルバム『the very best of fripSide -moving ballads-』にも収録。

## 収録映像曲
本編
1. 2016 -Third cosmic velocity-
2. crescendo -version2016-
3. Luminize
4. The end of escape
5. determination
6. LEVEL5-judgelight-
7. future gazer
8. Run into the light
9. Dry your tears
10. white forces -IS3 edition-
11. 1983-schwarzesmarken- (IS3 version)
12. Answer
13. Two souls -toward the truth-
14. black bullet
15. magicaride -version2016-
16. whitebird
17. infinite synthesis
18. endless mamory 〜refrain as Da Capo〜
19. sister's noise

アンコール
1. fortissimo -from insanity affection-
2. way to answer
3. only my railgun

## 参加ミュージシャン

### CD
fripSide
- 八木沼悟志：Keyboard & Synthesizer、Chorus (全曲)
- 南條愛乃：Vocal (全曲)

Additional Musician
- a2c：Guitar (Disc1 #1,2,3,4,6,12、Disc2 #1,2,3,5)
- 戸口田隆広：Guitar (Disc1 #5,9,10,11)
- 井上裕治：Guitar (Disc1 #8、Disc2 #4)
- 城石真臣：Guitar (Disc1 #7)
- 海老澤祐也：Guitar (Disc2 #6)
- 北村雄太：Bass (Disc1 #12)
- 八木一美：Drums (Disc1 #12)
- 齋藤真也：Strings Programming (Disc1 #12、Disc2 #1)
- nao：Guest Vocals (Disc1 #12)
- KOTOKO：Guest Vocals (Disc1 #12)
- 黒崎真音：Guest Vocals (Disc1 #12)
- 八木沼悟志とゆかいな仲間たち：Chorus (Disc1 #12)

### Blu-ray・DVD
fripSide
- 八木沼悟志：Synthesizer、Guitar
- 南條愛乃：Vocal

バンドメンバー
- 八木一美：Drums、Harp
- 北村雄太：Bass
- 大島信彦：Guitar
- 星野威：Guitar
- 川﨑海：DJ、Manipulator

ダンサー
- Luce Twinkle Wink☆
  - 宇佐美幸乃
  - 板山紗織
  - 桧垣果穂
  - 深沢紗希

## タイアップ
DISC 1のタイアップは原曲のものを記載。
- Windows 98/Me/2000/XP専用ゲームソフト『彼女たちの流儀』主題歌 (Disc1#2)
- Windows 2000/XP/Vista・PlayStation 2専用ゲームソフト『神曲奏界ポリフォニカTHE BLACK』主題歌 (Disc1#3)
- Windows 98 SE/Me/2000/XP専用ゲームソフト『片恋いの月』挿入歌 (Disc1#5)
- Windows 2000/XP/Vista専用ゲームソフト『Before Dawn Daybreak 〜深淵の歌姫〜』主題歌 (Disc1#10)
- ドラマCD『planetarian 第2章 エルサレム』挿入歌 (Disc1#12)
- TBS系アニメ『クロックワーク・プラネット』オープニングテーマ (Disc2#1)
- 理化学研究所播磨・X線自由電子レーザー施設「SACLA」PRムービー『未来光子 播磨サクラ』テーマソング (Disc2#5)